# ザ・コンプリート・ストーン・ローゼズ
『ザ・コンプリート・ストーン・ローゼズ』（The Complete Stone Roses）は、1995年にシルヴァートーン・レコードから発売されたザ・ストーン・ローゼズのベスト・アルバム。

## 背景
1985年から1991年にリリースされたシングルA面/B面曲から成り、シルヴァートーン・レコードとの契約前にリリースされたシングル「ソー・ヤング/テル・ミー」及び「サリー・シナモン」からの曲も収録されている。未発表曲2曲を収録したボーナス・ディスク付きのヴァージョンも限定発売されており、「I'm Without Shoes」は「シー・バングス・ザ・ドラムス」の逆回転を使用した曲で、「Groove (Black Magic Devil Woman)」はジャム・セッションによるインストゥルメンタルである。

## 反響・評価
本作は1995年5月27日付の全英アルバムチャートで初登場4位となり、合計48週にわたってトップ100入りした。Stephen Thomas Erlewineはオールミュージックにおいて5点満点中4.5点を付け「B面曲には"I Wanna Be Adored"、"She Bangs the Drums"、 "Elephant Stone"、"Waterfall"等の曲で一貫して見られる輝きが欠如しており、『ザ・コンプリート・ストーン・ローゼズ』はバンドの入り口としては難がある。とはいえ、ここには十分な量の一流のポップスと、熱心なファンであれば必聴のレア音源が盛り込まれている」と評している。

## 収録曲
全曲ともイアン・ブラウンとジョン・スクワイアの共作。
1. ソー・ヤング - "So Young" - 3:21
2. テル・ミー - "Tell Me" - 3:52
3. サリー・シナモン - "Sally Cinnamon" - 2:51
4. ヒア・イット・カムズ - "Here It Comes" - 2:41
5. オール・アクロス・ザ・サンド - "All Across the Sands" - 2:42
6. エレファント・ストーン - "Elephant Stone" - 3:03
7. フル・ファゾム・ファイヴ - "Full Fathom Five" - 3:20
8. ザ・ハーデスト・シング・イン・ザ・ワールド - "The Hardest Thing in the World" - 2:42
9. メイド・オブ・ストーン - "Made of Stone" - 4:14
10. ゴーイング・ダウン - "Going Down" - 2:48
11. シー・バングス・ザ・ドラムス - "She Bangs the Drums" - 3:44
12. マーシー・パラダイス - "Mersey Paradise" - 2:47
13. スタンディング・ヒア - "Standing Here" - 5:07
14. アイ・ウォナ・ビー・アドアード - "I Wanna Be Adored" - 3:30
15. ウォーターフォール - "Waterfall" - 3:38
16. アイ・アム・ザ・レザレクション - "I Am the Resurrection" - 3:45
17. ホエア・エンジェルズ・プレイ - "Where Angels Play" - 4:14
18. フールズ・ゴールド - "Fools Gold" - 4:18
19. ホワット・ザ・ワールド・イズ・ウェイティング・フォー - "What the World Is Waiting for" - 3:50
20. サムシングス・バーニング - "Something Burning" - 3:38
21. ワン・ラヴ - "One Love" - 3:36

### 限定盤ボーナス・ディスク
1. "I'm Without Shoes" - 1:23
2. "Groove (Black Magic Devil Woman)" - 3:26